# Inspektorat Graniczny Straży Celnej „Worochta”
Inspektorat Straży Celnej „Worochta” – jednostka organizacyjna Straży Celnej pełniąca służbę ochronną na polskiej granicy w latach 1921–1928.

## Formowanie i zmiany organizacyjne
Na wniosek Ministerstwa Skarbu, uchwałą z 10 marca 1920 roku, powołano do życia Straż Celną. Od połowy 1921 roku jednostki Straży Celnej rozpoczęły przejmowanie odcinków granicy od pododdziałów Batalionów Celnych. Proces tworzenia Straży Celnej trwał do końca 1922 roku. Inspektorat Straży Celnej „Worochta”, wraz ze swoimi komisariatami i placówkami granicznymi, znalazł się w podporządkowaniu Dyrekcji Ceł „Lwów”.
Rozporządzeniem ministra skarbu z 30 czerwca 1927 roku rozpoczęto reorganizację Straży Celnej. Odtąd Naczelny Inspektorat Straży Celnej podlegał bezpośrednio ministrowi skarbu, a Naczelnemu Inspektoratowi podlegały inspektoraty okręgowe. Te ostatnie przejęły kompetencje dyrekcji ceł. Inspektorat Straży Celnej „Worochta” przemianowany został na Inspektorat Graniczny Straży Celnej „Worochta” i wszedł w podporządkowanie Małopolskiego Inspektoratu Okręgowego Straży Celnej .

## Służba graniczna
Sąsiednie inspektoraty
- Inspektorat Straży Celnej „Dolina” ⇔ Inspektorat Straży Celnej „Śniatyn”

## Struktura organizacyjna
Organizacja inspektoratu w 1926 roku:
- komenda – Worochta
- komisariat Straży Celnej „Worochta”
- komisariat Straży Celnej „Szybeny”
- komisariat Straży Celnej „Żabie”
- komisariat Straży Celnej „Jabłonica”